# Đông Bán cầu
Đông Bán cầu là thuật ngữ thường được sử dụng trong ngữ cảnh chính trị hơn là theo ngữ cảnh địa lý, do từ đồng nghĩa của "Cựu thế giới" có xu hướng ít được sử dụng để tránh các hàm ý bên trong như châu Âu là nguồn gốc của mọi thứ của câu này. Trong ngữ cảnh của nó, thông thường người ta hiểu nó chỉ tới châu Âu, châu Á và châu Phi cùng với Tây bán cầu là tên gọi khác của châu Mỹ. Châu Đại Dương và châu Nam Cực không được xác định như là Tân thế giới mà cũng chẳng như là Cựu thế giới, do các thuật ngữ "Cựu thế giới" và "Tân thế giới" xuất hiện trước khi người châu Âu phát hiện ra các châu này.

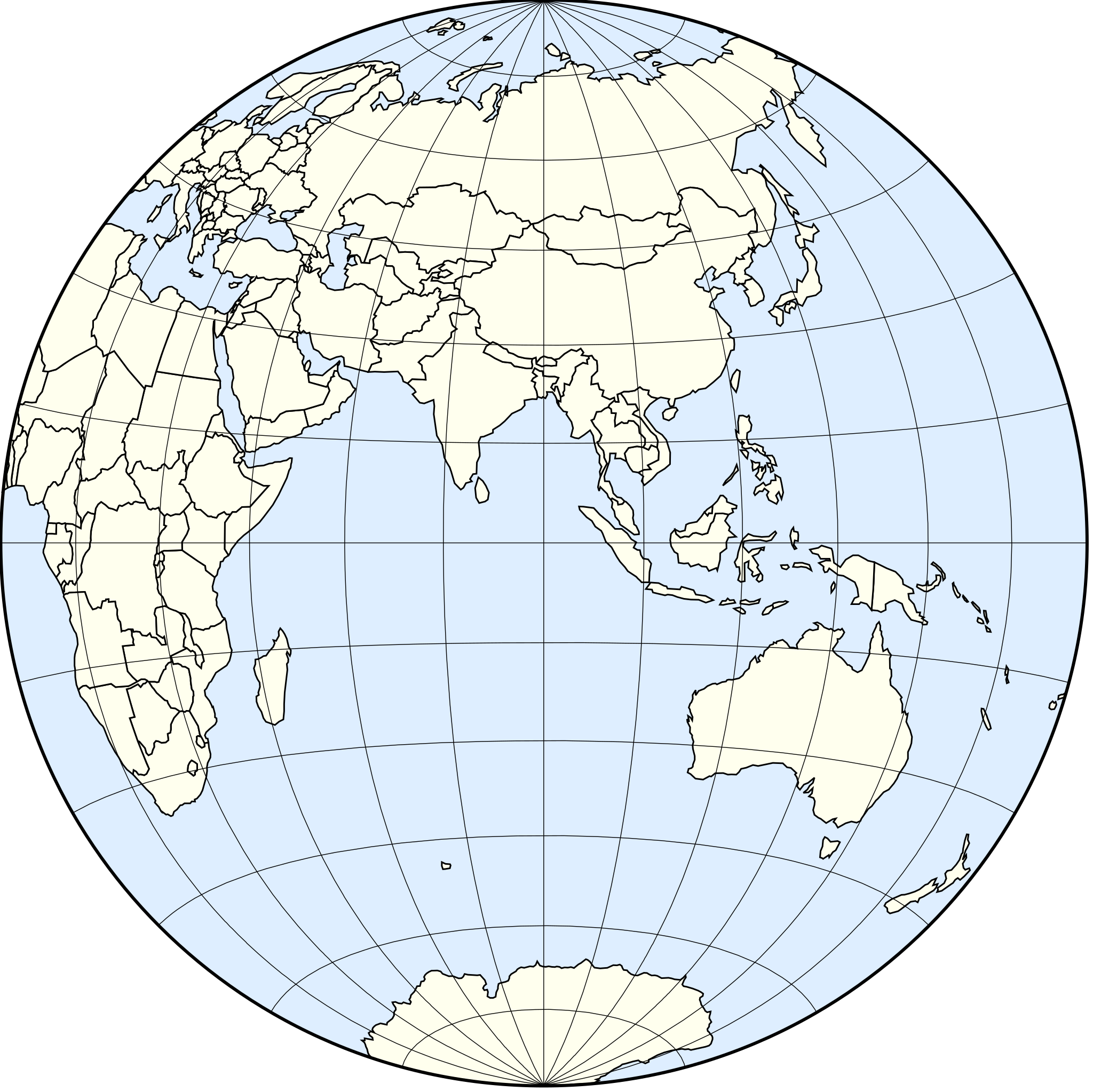
Bản đồ đông bán cầu
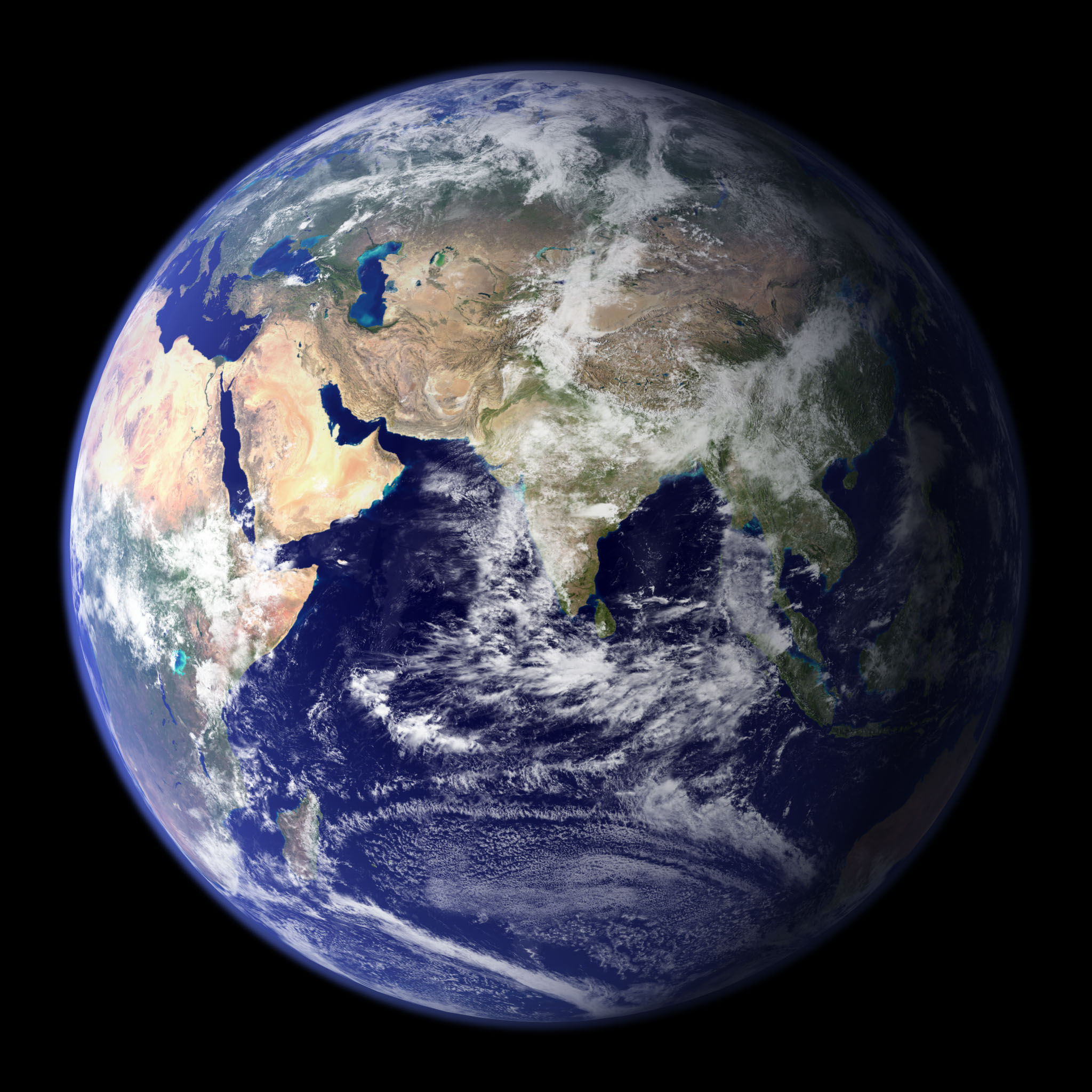
Ảnh chụp đông bán cầu năm 2001 của NASA
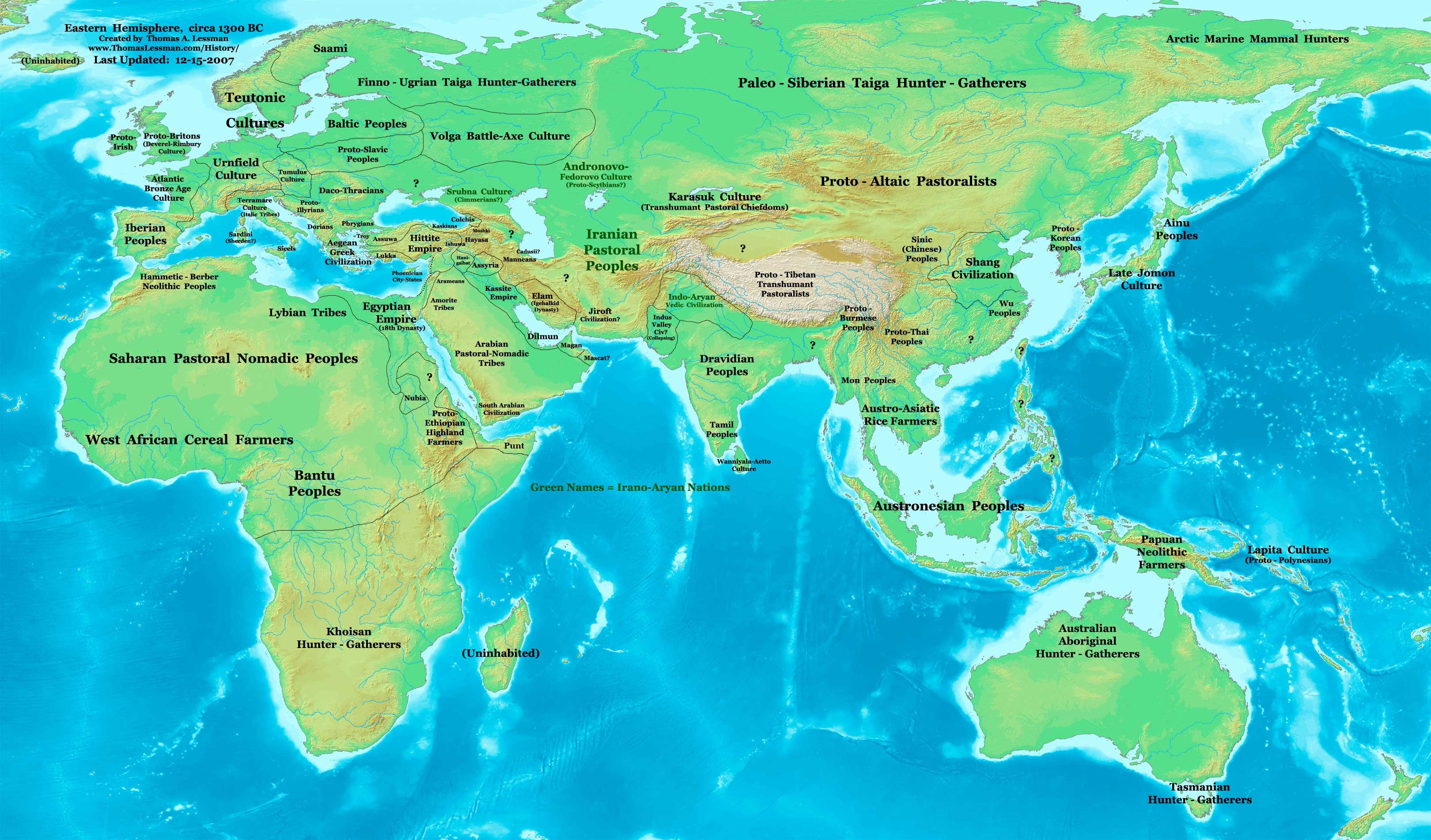
Đông bán cầu, thế kỷ XIII TCN

Các thuật ngữ địa lý Đông và Tây Bán cầu là không thông dụng do không có sự chấp nhận một cách tổng thể đường phân chia hai bán cầu này, giống như trong trường hợp đường xích đạo phân chia Bắc Bán cầu và Nam Bán cầu. Phần lớn các phân chia dựa theo đường kinh tuyến gốc, ở kinh độ 0°. Sử dụng sự phân chia này đã chia một số phần của Tây Âu và châu Phi vào Tây bán cầu, làm bớt đi sự hữu ích cho việc lập bản đồ cũng như trong các ẩn ý chính trị.
Khi đường đổi ngày quốc tế ở kinh độ 180° đã được sử dụng như là đường phân chia, thì các ý nghĩa của các thuật ngữ Đông Bán cầu và Tây Bán cầu có lẽ phải có ý nghĩa ngược lại. Vì thế, các thuật ngữ này chỉ là sự phân định rất châu Âu cho các thuật ngữ Cựu thế giới và Tân thế giới.
Một định nghĩa khác đặt các đường phân chia ở kinh độ 20°tây và 160°đông, gần giống với sự phân chia các châu lục.